# Final Fantasy III
Final Fantasy III (ファイナルファンタジーIII, Fainaru Fantajī Surī) is een rollenspel ontwikkeld en uitgegeven door Square Co. Ltd. in 1990 voor de NES. Het was de eerste Final Fantasy die het "Jobs" systeem had, hierdoor kon je de job van je personages veranderen van bijvoorbeeld Witte magiër naar Ninja. Dit systeem komt ook voor in Final Fantasy V en Final Fantasy X-2. Weliswaar bevatte het eerste spel van de reeks een beperkt Jobs-systeem, maar hierbij kon men de Job achteraf niet meer veranderen. Ook is dit het eerste spel in de reeks waarbij sprake is van een superschurk die lange tijd de protagonisten tegenwerkt (Zande) maar uiteindelijk zelf het instrument is van een nog grotere superschurk (Cloud of Darkness). Ook dit concept is in latere delen als Final Fantasy IV (Golbez-Zemus), VI (Gestahl-Kefka), VII (Shinra-Sephiroth), VIII (Edea-Ultimecia) en IX (Brahne-Kuja).
In 2006 wordt een volledig herwerkte editie van het spel verwacht voor de Nintendo DS met 3D graphics. Het zal de eerste keer zijn dat het spel buiten Japan wordt uitgebracht. Er waren al eerdere plannen om een remake te maken van het spel voor Bandai's WonderSwan Color zoals bij Final Fantasy I en II. Maar er waren moeilijkheden met de ontwikkeling van het spel dat tot uitstel leidde en uiteindelijk ook afstel nadat de console dood was. De muziek in het spel werd gemaakt door Nobuo Uematsu.

## Gameplay
Er werden verschillende elementen van de twee vorige delen gebruikt met ook nieuwe elementen. Het EXP-systeem werd opnieuw gebruikt zoals in Final Fantasy I nadat het niet werd gebruikt in Final Fantasy II. Het "Jobs" systeem werd ingevoerd in Final Fantasy III. In tegenstelling tot Final Fantasy I waar je de job van je personage in begin kon kiezen kon je in Final Fantasy III het veranderen door heel het spel. Alle vier personages beginnen als "Onion Kid" in de NES versie en als "freelancer" in de Nintendo DS versie, maar na een tijd kunnen ze kiezen uit verschillende soorten jobs. Magie is onderverdeeld in niveaus waarbij afhankelijk van de Job en het level van de protagonist, deze een aantal malen een spreuk van een bepaald niveau kan gebruiken (het MP-systeem zou pas in het daaropvolgende deel zijn intrede maken).

## Verhaal
Vele jaren geleden, was er een zwevend continent hoog boven de oppervlakte van een ongekende planeet met daarop een technologisch geavanceerde beschaving die probeerde gebruik te maken van de krachten van de vier elementaire lichtkristallen. Dit zorgde voor een onevenwicht tussen duisternis en licht. De kristallen van de duisternis stuurden vier krijgers om het evenwicht te herstellen. Ze slaagden in hun missie maar het was al te laat. De beschaving die gebruik wilde maken van de 4 lichtkristallen was vernietigd. Uiteindelijk werd voorspeld dat hetzelfde ging gebeuren met de 4 kristallen van de duisternis. De vier lichtkristallen moesten dan ook vier krijgers sturen voor het evenwicht te bewaren in de wereld.
Op een dag opende een aardbeving een grot naar het altaar van een kristal van het licht. vier weeskinderen ontdekten dit kristal en kregen een deel van zijn kracht om het evenwicht in de wereld terug te herstellen.

## Nintendo DS versie
De remake voor de Nintendo DS werd voor het eerst voorgesteld op 7 oktober 2004, maar er kwam pas duidelijke informatie over spel een jaar later. Hiromichi Tanaka was een van de belangrijkste medewerkers van het origineel spel en zal nu het nieuwe project leiden als director en executive producer. DS versie zal niet alleen een update zijn op grafisch vlak maar wordt helemaal herwerkt om gebruik te maken van de capaciteiten van de Nintendo DS. Voor de nieuwe versie van het spel werd ook een nieuw CGI filmpje gemaakt zoals bij de remakes van Final Fantasy op de PlayStation.
Door de remake is Final Fantasy III voor het eerst in 16 jaar buiten Japan uitgebracht. Het spel is uitgekomen in Japan op 24 augustus 2006 en in Noord-Amerika op 14 november 2006. In Europa is het spel uitgebracht op 4 mei 2007.